# مرغداري عبد الله خان (إبراهيم آباد)
مرغداري عبد الله خان (إبراهیم أباد) (بالإنجليزية: Morghdari Abdallah Khan)‏ هي مستوطنة تقع في إيران في قسم ابراهیم أباد الريفي.